# Общественный писсуар
Общественный писсуар (фр. vespasienne) — писсуар простой конструкции установленный в общественных местах, изобретенный во Франции. Наличие общественных писсуаров с большой уверенностью уменьшает беспорядочное мочеиспускание на здания, тротуары или улицы. Эти писсуары могут быть отдельно стоящими, без ограждения, частично огражденные и полностью закрытыми.

## История
Весной 1830 года городское правительство Парижа решило установить на главных бульварах первые общественные писсуары. Они были введены в действие к лету, а в июле стали материалом для уличных баррикад во время Французской революции 1830 года.
Вновь появились в Париже после 1834 года, более 400 были установлены Клодом-Филибером Бартело, графом де Рамбюто, главой департамента Сены. Простой цилиндрической формы, открытые со стороны улицы и с богато украшенной обратной стороной и верхушкой, они стали широко известны как колонны Рамбюто. В ответ Рамбуто предложил название vespasiennes  в честь римского императора 1-го века Тита Флавия Веспасиана, который установил налог на мочу, собранную из общественных туалетов, для использования в дублении. Уличные писсуары во франкоговорящем мире стали известны под этим названием, а не как писсуар, звучащее по-французски слово, используемое в других странах для того же явления. В Париже следующей версия конструкции писсуара позволяла наклеивать плакаты на стороне с тротуаром, эта традиция продолжается и по сей день в виде тумбы Морриса. В последующие десятилетия было изготовлено большое разнообразие конструкций, в которых предусматривалось от двух до восьми мест, обычно с заграждением на средней части тела человека, голова и ноги были открыты. На пике популярности в 1930-х годах в Париже насчитывалось 1230 общественных писсуаров, но к 1966 году их число сократилось до 329. С 1980 года их систематически заменяли новой технологией — закрытой автоматической самоочищающейся установкой унисекс под названием Sanisette. К 2006 году на только остался единственный исторический писсуар, на бульваре Араго.
В Берлине первые писсуары из дерева были установлены в 1863 году. Для создания уникального дизайна, как практиковали в других городах, в 1847, 1865 и 1877 годах организовали несколько архитектурных конкурсов. Последний проект, который предложил городской советник, был принят в 1878 году, это было восьмиугольное чугунное сооружение с семью местами и остроконечной крышей, которое получило у местных название кафе Achteck («Кафе Восьмиугольник»). В отличие от французских, они были закрыты полностью и имели внутреннее освещение. Их число увеличилось до 142 к 1920 году но в настоящее время сохранилась приблизительно дюжина.
Аналогичный дизайн был принят в Вене, но проще и поменьше, в форме шестиугольника. Они были оснащены новой «масляной системой», запатентованной Вильгельмом Битцем в 1882 году, в которой для нейтрализации запахов использовался специальный тип масла, что избавляло от необходимости водопроводных труб. Около 15 до сих пор используются, один был восстановлен и экспонируется в Венском техническом музее.
В центральной части Амстердама насчитывается около 35 Plaskrul («ссаный завиток»), они изготовлены из поднятой металлической ограды в форме спирали, которая создает одну кабинку писсуара, существовали писсуары на двух человек с таким же оформлением, но более простой формой. Хотя данный дизайн впервые появился в 1870-х годах, обновленный дизайн Джоан ван дер Мей вышел в 1916 году. Все оставшиеся образцы были восстановлены в 2008 году.
Писсуары различных размеров и дизайнов, но в основном из узорчатого чугуна, все еще можно встретить по всей Великобритании, несколько в Лондоне, большинство в Бирмингеме и Бристоле. Некоторые из них были восстановлены и перенесены на территорию различных музеев под открытым небом и исторических железнодорожных линий.
В Мельбурне в период 1903—1918 гг. были установлены прямоугольные писсуары со сложными узорчатыми чугунными панелями, схожими по конструкции с некоторыми из британских. По крайней мере, из 40 сделанных девять функционируют сейчас и используются на улицах Централ-сити и вблизи него, и были поставлены на учет Национальным трастом с 1998 года.
В последние годы в Великобритании вокруг центральной колонны были установлены временные неогражденные писсуары. Временный писсуар для женщин под названием Peeasy используется в Швейцарии.

## В популярной культуре
Писсуар был показан в первой сцене фильма о Джеймсе Бонде 1967 года «Казино "Рояль"».
Писсуар был также показан в нескольких эпизодах британского комедийного сериала эпохи Второй мировой войны, «Алло, Алло!», в нем состоялась встреча Рене Артуа (Nighthawk) и других членов Сопротивления; его случайно взорвали несколько раз, дважды, когда Офицер Крэбтри был внутри, и один раз с итальянским капитаном Альберто Берторелли.
Во втором сезоне «Два с половиной человека» 22-й эпизод 2 сезона «Та старая шлюха — моя мать» мать Алана приглашает его на ужин в ресторан Le Pissoir.

## Plaskruis
Пласкруис — это писсуар размером с переносной унитаз и с четырьмя местами. Они не подключены к канализационной системе, но имеют собственный резервуар для хранения мочи. Они обычно используются для музыкальных фестивалей и других мероприятий, также их регулярно используют их в городах, чтобы обеспечивать порядок за мочеиспусканием общественности в течение активных ночей. Он был разработан Джуст Карлье, который работает на фестивале Lowlands и других мероприятиях. Впервые они были использованы в 1991 году во время мероприятия «Monsters Of Rock» в Гоффертпарке.

## Галерея
- «Колонна Рамбюто», Париж, ок. 1860
- «Колонна Рамбюто» с заграждением, Париж, c1865
- Писсуар с тремя местами, Париж, ок. 1865
- Веспасьен Араго, сохранивший парижский писсуар.
- Высота, разрез и план рисунков восьмиугольного писсуара в Берлине, 1896 г.
- Кафе Achteck, Берлин, переоборудованное под мужской и женский туалет
- Амстердам 'Пласкруль'
- Кирпичный писсуар, Девентер, Арнем, Нидерланды, 1923
- Писсуар, Хюттельдорф, Вена, 1936
- Писсуар рядом с королевским замком в Гамла Стан, Стокгольм, Швеция
- Писсуар в Лиссабоне
- Исторический чугунный писсуар на станции Колифорд, Англия
- Чугунный писсуар в Мельбурне
- Писсуар в Копенгагене
- Выдвижной писсуар в Гааге
- Пласкруис в Лондоне
- MMDA Street Urinal в Патерос, Метро Манила, Филиппины